# Alexander Batta
Alexander Batta   (Maastricht, 9 de juliol de 1816 - Versalles, 8 d'octubre de 1902), també conegut com a Petrus Alexander o Pierre Alexandre, fou un violoncel·lista i compositor neerlandès.
Fou deixeble de Platel, al que reemplaçava en algunes vetllades des de l'edat de 10 anys. Va recórrer arreu d'Europa, sent molt aplaudit, i per espai donà concerts a París on gaudí de molta popularitat. Com a executant es distingí pel sentiment i la elegància de la seva interpretació, admirablement matisada per excel·lents efectes de sonoritat.
Va compondre diverses fantasies i peces de música per a violoncel, entre les quals destaquen: un Andante pour violoncelle et piano, Viennoise, gran vals; Souvenrs des airs Béarnais, Nocturnes pour violoncelle et piano, Scènes i Airs variés. Fou crític musical de l'Union libérale et démocratique de Seine et Oise, de Versalles, on residia.